# Anagrus lineolus
Anagrus lineolus is een vliesvleugelig insect uit de familie Mymaridae. De wetenschappelijke naam is voor het eerst geldig gepubliceerd in 1999 door Triapitsyn.